# Spargania daphne
Spargania daphne är en fjärilsart som beskrevs av William Schaus 1912. Spargania daphne ingår i släktet Spargania och familjen mätare. Inga underarter finns listade i Catalogue of Life.